# داني فارمر
داني فارمر (بالإنجليزية: Danny Farmer)‏ هو لاعب كرة قدم أمريكية أمريكي، ولد في 21 مايو 1977 في لوس أنجلوس في الولايات المتحدة.